# Hälsingtuna församling
Hälsingtuna församling var en församling i Uppsala stift och i Hudiksvalls kommun i Gävleborgs län. Församlingen uppgick 2010 i Hälsingtuna-Rogsta församling.

## Administrativ historik
Församlingen har medeltida ursprung under namnet Tuna församling som namnändrades till det nuvarande den 1 januari 1886 (enligt beslut den 17 april 1885).
Församlingen var till 14 augusti 1651 moderförsamling i pastoratet Tuna och Idenor. 6 februari 1582 utbröts Hudiksvalls församling denna församling ingick i pastoratet till 9 september 1584. Från 14 augusti 1651 till 1 maj 1918 utgjorde församlingen ett eget pastorat. Från 1 maj 1918 till 1962 moderförsamling i pastoratet Hälsingtuna, Hög och Ilsbo för att från 1962 åter utgöra ett eget pastorat, för att från en tidpunkt före 1999 vara moderförsamling i pastoratet Hälsingtuna och Rogsta. Församlingen uppgick 2010 i Hälsingtuna-Rogsta församling.
Församlingskod var 218403

## Kyrkor
- Hälsingtuna kyrka
- Håstakyrkan
- Björkbergskyrkan